# Mafalda

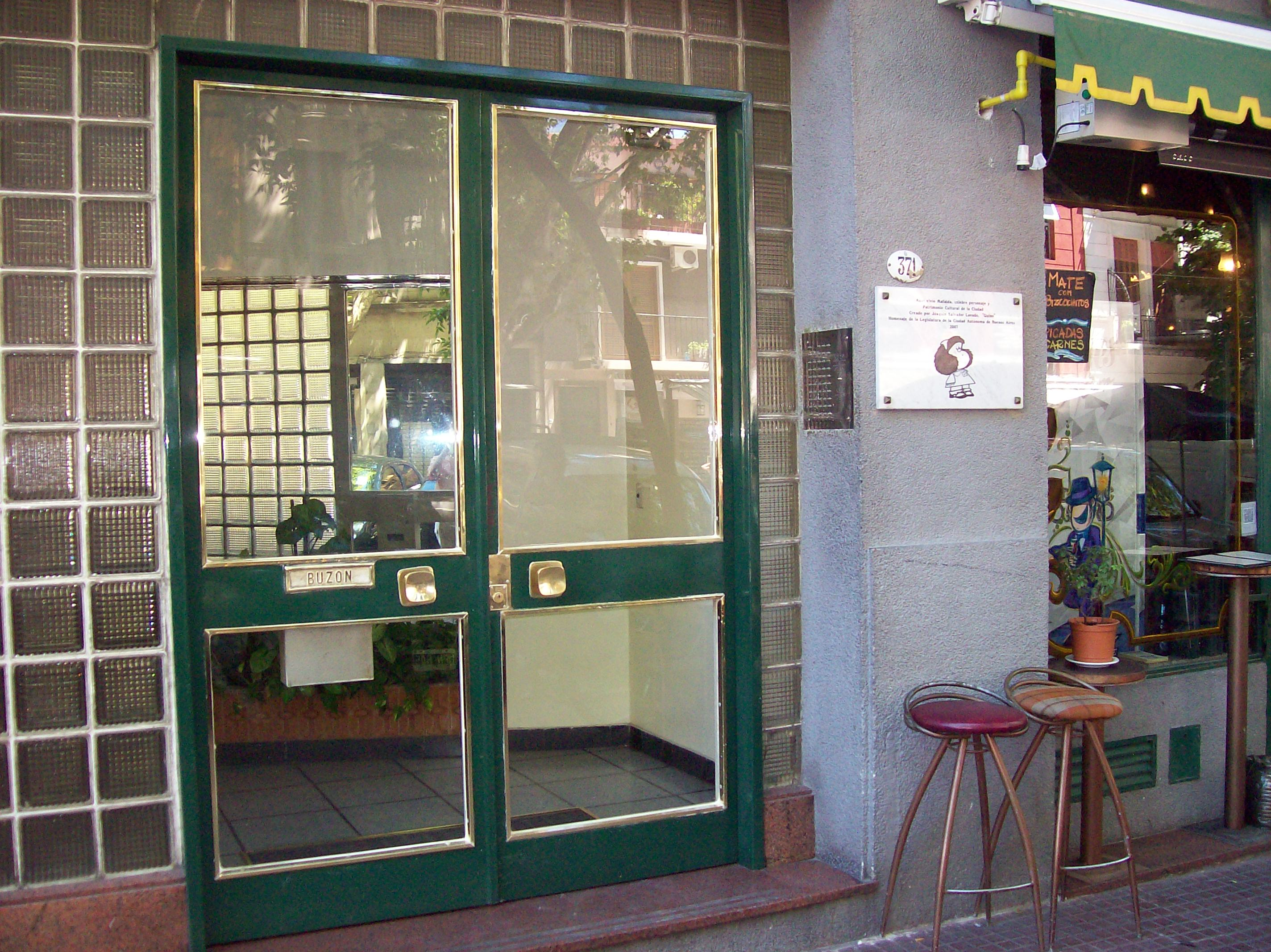
Puerta de un edificio próximo a donde vivía Quino, en el cual se inspiró para hacer el dibujo del edificio en que vivió Mafalda, a quien se puede ver en la placa de la derecha, ubicado en la calle Chile al 371 en el Barrio de San Telmo.

Mafalda es el nombre de una tira de prensa argentina creada por el humorista gráfico Quino de 1964 a 1973, protagonizada por la niña homónima, «espejo de la clase media argentina y de la juventud progresista», que se muestra preocupada por la humanidad y la paz mundial y se rebela contra el mundo legado por sus mayores.
Mafalda es muy popular en América Latina en general, así como en algunos países europeos: España, Portugal, Francia, Grecia e Italia. Ha sido traducida a más de treinta idiomas. Umberto Eco, quien ha escrito la introducción a la primera edición italiana de Mafalda, ha dicho amarla «muchísimo» y considera muy importante leer la tira para entender a Argentina.

## Génesis de la tira cómica
En 1962, Quino llevaba cerca de una década realizando humor gráfico, cuando su amigo Miguel Brascó, humorista y escritor que había trabajado en algunas de las mismas revistas que él, fue contactado por «Agens Publicidad» con el fin de crear una tira de historietas para promocionar la marca de electrodomésticos «Mansfield», de la empresa Siam Di Tella. La tira funcionaría como publicidad encubierta al aparecer en medios impresos. Brascó recordó que Quino le había comentado «que tenía ganas de dibujar una tira con chicos» y le sugirió realizar una historieta que combinara a «Peanuts con Blondie». La empresa había puesto como condiciones que en la historieta aparecieran algunos electrodomésticos y que los nombres de los personajes comenzaran con «M».
Quino dibujó entonces varias tiras protagonizadas por una familia de clase media constituida por un matrimonio con dos hijos: un niño y una niña. En esta familia ficticia, los rasgos del matrimonio son similares a los de los padres de Mafalda de la etapa posterior, mientras que el hijo no se asemeja a ninguno de los personajes clásicos de Mafalda. Su hermanita sí es reconocible como Mafalda, aunque exhibe un diseño cuadrado y arcaico.
El nombre Mafalda fue tomado del filme Dar la cara (1962), basado en la novela homónima de David Viñas, donde hay una bebé que lleva ese nombre, el cual le pareció alegre a Quino.
La historieta realizada por Quino fue ofrecida por «Agens» al diario Clarín, pero la estratagema publicitaria fue descubierta y la campaña no se llevó a cabo. Posteriormente, Miguel Brascó publicó en el suplemento humorístico «Gregorio» de la revista Leoplán, del cual era director, tres de las tiras dibujadas para la campaña fallida.
En 1964, Julián Delgado, director de la revista Primera Plana, acuerda con Quino comenzar a publicar en ese medio a Mafalda, ya desvinculada de propósitos publicitarios. Quino dibuja con este fin nuevas tiras donde, en un principio, participan solo Mafalda y sus padres. Con el correr del tiempo, Quino iría agregando personajes, destacándose entre estos los amigos de Mafalda —Felipe, Manolito, Susanita, Miguelito y Libertad— y su hermanito Guille.

## Cronología
Tiras realizadas para la campaña de Siam Di Tella
- 1963: Quino dibuja para la empresa Siam Di Tella, como parte de una campaña publicitaria que nunca se realizaría, una tira cómica donde aparece una familia tipo: una madre, un padre y un niño, con la aparición esporádica de una hermanita llamada Mafalda.
- 1964: Para el suplemento humorístico «Gregorio» de la revista Leoplán, Quino presenta ocho tiras de la historieta, de las cuales le publican tres.

Mafalda en Primera Plana
- 29 de septiembre de 1964: La tira Mafalda comienza a publicarse en la revista semanal Primera Plana a razón de dos por semana. Aparecen como personajes Mafalda y su padre.[1]
- 6 de octubre de 1964: Aparece la madre de Mafalda.
- 19 de enero de 1965: Aparece Felipe.
- 9 de marzo de 1965: Se publica la última tira de Mafalda en Primera Plana. Por diferencias de criterio, Quino abandona la revista.

Mafalda en El Mundo
- 15 de marzo de 1965: Gracias a la mediación de Brascó, Mafalda es admitida en el diario El Mundo, uno de los periódicos de mayor circulación en la Argentina por esos años. En la historieta, Mafalda se apresta a comenzar el jardín de infantes.
- 29 de marzo de 1965: Aparece Manolito.
- 6 de junio de 1965: Aparece Susanita.
- 1966: La tira ya se publica en varios periódicos del interior de Argentina, y, para Navidad, Jorge Álvarez Editor lanza en Argentina el primer álbum de las tiras, que se agota en dos días. En febrero aparece Miguelito.
- Agosto de 1967: La madre de Mafalda se entera de que está embarazada.
- 22 de diciembre de 1967: Cierra el diario El Mundo y Mafalda deja de aparecer por cinco meses.
- 21 de marzo de 1968: Nace Guille, mientras la tira no se publicaba.[Nota 1]

Mafalda en Siete Días Ilustrados
- 2 de junio de 1968: Mafalda vuelve a publicarse, esta vez en el semanario Siete Días Ilustrados y a razón de cuatro tiras por semana. Aparece Guille por primera vez. En este año, treinta tiras de Mafalda son traducidas al italiano e incluidas en la antología de humor Libro dei Bambini Terribili per adulti masochisti.
- 1969: Aparece el primer álbum de Mafalda publicado fuera de Argentina: Mafalda la contestataria, editado en Italia por Umberto Eco. A fines de este año, en la historieta, el padre de Mafalda adquiere un Citroën 2CV (automóvil económico, característico de la clase media argentina de los años sesenta y setenta.
- 15 de febrero de 1970: Aparece Libertad.
- 25 de junio de 1973: Se publica la última tira de Mafalda, por decisión del propio Quino.[11]

Apariciones posteriores destacadas
En los siguientes años, Quino dibujó ocasionalmente a Mafalda y a los demás personajes de su entorno, destacándose su colaboración en campañas de defensa de la niñez, a favor de la educación y la democracia.
- 1976: Quino realiza un afiche para UNICEF que ilustra los principios de la Declaración de los Derechos del Niño con los personajes de Mafalda.
- 1984: Valiéndose de Mafalda y Manolito, Quino ilustra el método de limpieza de los dientes para la Liga Argentina para la Salud Bucal, institución de bien público.
- 1986: Mafalda protagoniza una campaña del Ministerio de Educación y Ciencia de España para promover las primeras elecciones de consejos escolares en ese país.
- 1988: Mafalda y Libertad aparecen en un afiche encargado a Quino por el Ministerio de Relaciones Exteriores y Culto de Argentina, con motivo del Día de los Derechos Humanos y del quinto aniversario del retorno de la democracia al país. En este mismo año, con motivo de la finalización del mandato del presidente argentino Raúl Alfonsín, Mafalda expresa su gratitud a la ejemplaridad política y moral del mandatario mediante un dibujo publicado.
- 1991: Quino realiza un afiche con Mafalda para la Cruz Roja Española, y una doble viñeta para una asociación italiana de asistencia voluntaria a enfermos graves.[12]
- 23 de octubre de 2009: Mafalda aparece por una sola vez en el diario italiano La Repubblica para criticar las declaraciones misóginas del primer ministro italiano Silvio Berlusconi.[Nota 2][13]

Mafalda digital
- Diciembre de 2012: La tira Mafalda llega en formato eBook a la Tienda Kindle de Estados Unidos en español. Sus 12 libros son publicados oficialmente.
- Diciembre de 2012: Mafalda hace su llegada oficial a las redes sociales, con cuentas en Twitter, Facebook y Pinterest. Por primera vez en su historia, llegan los personajes de Quino a las redes sociales bajo el nombre MafaldaDigital.
- Diciembre de 2012: Es lanzada por primera vez la página oficial de Mafalda en el sitio web oficial de Quino.[14]
- Febrero de 2013: Quino y Panarea Digital lanzan la primera aplicación oficial de la tira cómica Mafalda.[15] Es lanzada para iPad.

## Personajes principales

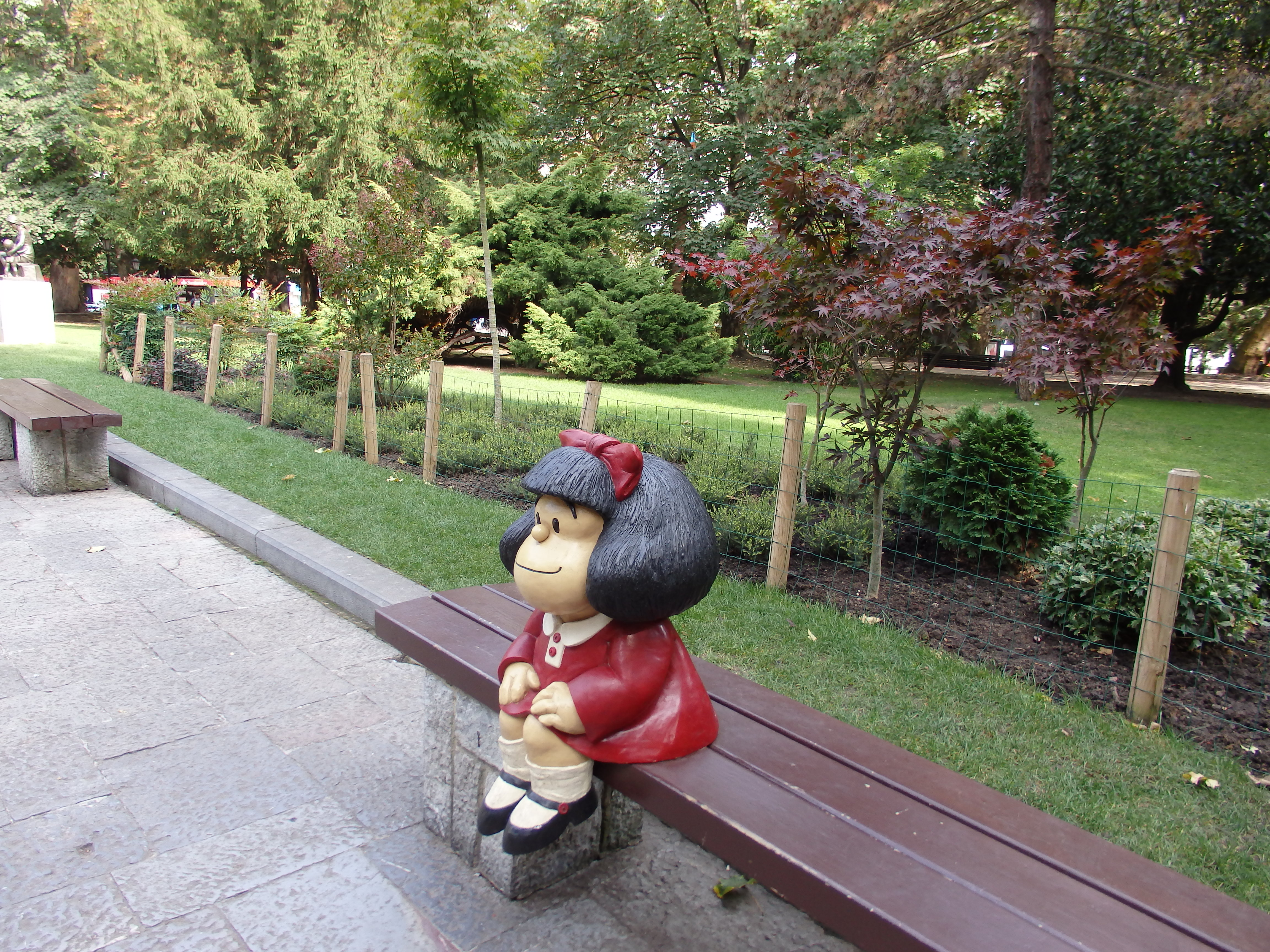
Escultura en el Campo San Francisco de Oviedo, España

### Mafalda
Es la protagonista de la tira, representa la aspiración idealista y utópica de hacer de este un mundo mejor, aunque la envuelven el pesimismo y la preocupación debido a las circunstancias sociopolíticas que aquejan permanentemente al planeta. Los comentarios y ocurrencias de Mafalda son espejo de las inquietudes sociales y políticas del mundo de los años sesenta. Denuncia, a través de sus dichos y acciones, la maldad, la incompetencia de la humanidad y la ingenuidad de las soluciones propuestas para los problemas mundiales, como el hambre y las guerras. En un reportaje de 1987, Quino explicó que el nihilismo del personaje se refiere a la índole del ser humano, no a la civilización. «Estaba convencido de que si alguien no modificaba un gen del hombre, este desaparecería a corto plazo», manifestó.
Mafalda habría nacido el 15 de marzo de 1960 o el 15 de marzo de 1962 (aunque su cumpleaños, según Quino, se celebra el día en que la tira apareció publicada por primera vez, el 29 de septiembre de 1964), en el seno de una típica familia de clase media argentina de los años sesenta.
Entusiasta de Los Beatles, el Pájaro Loco y los panqueques, detesta en cambio la sopa (según explicó el propio Quino, el odio de Mafalda hacia la sopa representaba una metáfora sobre el militarismo e imposición política de la época). Incomoda frecuentemente a los adultos con sus cuestionamientos sobre lo socialmente establecido y sus preguntas relativas al manejo político del mundo. Está convencida del progreso social de la mujer y lo preconiza. Se imagina a sí misma estudiando idiomas y trabajando como intérprete en las Naciones Unidas para contribuir a la paz mundial.
Al comenzar la historieta, Mafalda tiene cuatro años de edad, y en el mes de marzo siguiente ingresa al jardín de infantes. En los diez años de desarrollo de la historieta parece llegar hasta el tercer o cuarto grado de la escuela primaria.

### Padre
Padre de Mafalda y de Guille; la tira no revela su nombre y apellido. Característico empleado de oficina, hombre que trabaja como corredor en una compañía de seguros. Procura en todo momento la mesura en el gasto familiar y no comprende bien los avances y retos que plantean las nuevas generaciones. Las dudas que le plantea su hija con respecto a los males del mundo lo ponen en entredicho en más de una ocasión. Su afición es el cultivo de plantas de interior, ya que la familia vive en un apartamento. Conduce el auto familiar, que es un Citroën 2CV.

### Raquel (madre)
Madre de Mafalda y de Guille. Es una típica ama de casa argentina de clase media de los años sesenta, ocupada de lo que ocurre en su microclima hogareño. Cocina, lava, plancha y hace las compras, pero aparentemente no maneja el auto. Inició estudios universitarios y estudió para ser pianista profesional, pero abandonó su carrera luego de haberse casado, hecho que Mafalda le recrimina en varias ocasiones. Sin embargo, no requiere complicaciones para ser feliz y da lecciones de humildad y sacrificio a su pequeña hija inquieta por las adversidades del mundo.

### Felipe
Amigo de Mafalda. Va un curso más arriba que ella en la escuela primaria y sin embargo su personalidad es más simple e ingenua. Perezoso, soñador, tímido y despistado, vive agobiado por sus tareas escolares. Tiende a angustiarse sobremanera cada vez que se terminan las vacaciones y están por comenzar las clases. Ve la vida de manera más sencilla que Mafalda y de forma más acorde a su edad. Le gusta leer historietas de El Llanero Solitario, escuchar a Los Beatles y jugar al ajedrez. Muestra interés por una chica llamada Muriel, quien no parece percatarse de su existencia, y cada vez que intenta hablar con ella, no se atreve. Vive en el mismo edificio que Mafalda y su familia.
Físicamente, Felipe tiene cabello claro y lacio, con los dientes incisivos superiores sobresalientes.
Como inspiración para este personaje, Quino ha mencionado a Jorge Timossi, un amigo suyo que tenía «dos graciosos dientes de conejito».

### Manuel "Manolito" Goreiro

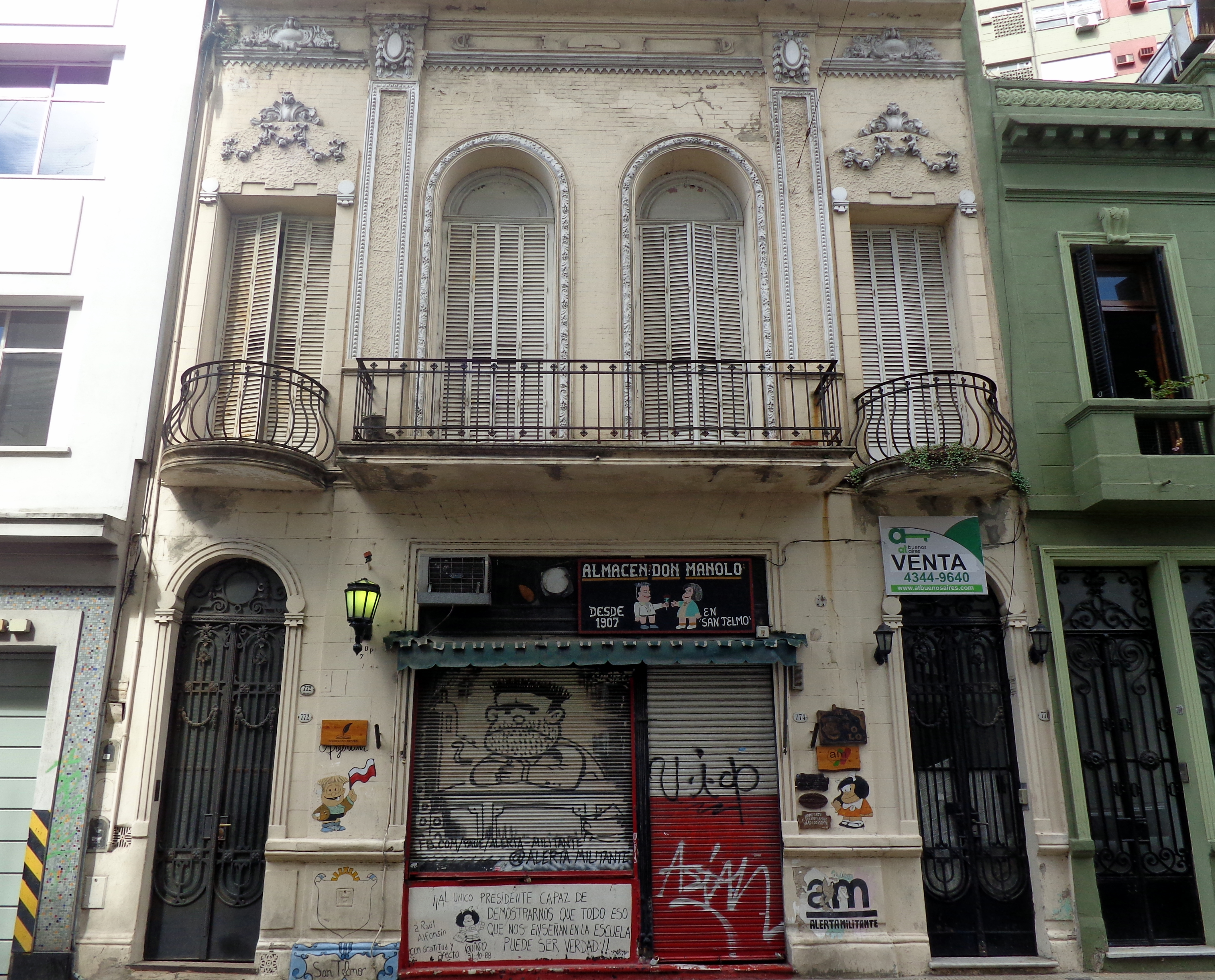
Almacén en calle Defensa 772. Quino se inspiró en él para crear el personaje de Manolito.

Amigo de Mafalda. Hijo de un comerciante de barrio y propietario del almacén «Don Manolo», Manolito representa las ideas capitalistas y conservadoras dentro de la historieta, además de constituir una caricatura del inmigrante gallego. Es tosco, ambicioso y materialista, pero no malintencionado; mostrando frecuentemente en la tira rasgos de sagacidad mental a la hora de criticar situaciones o actitudes que le desagradan. Además de acudir a la escuela —cuestión para él secundaria—, ayuda a la venta y distribución de mercancías en el almacén de su padre y le interesa estar al tanto de todas las operaciones de entrada y salida de dinero de la tienda, al grado de que hasta sueña con el hecho de que los precios suben y suben.
A diferencia del resto de los personajes, a Manolito le gusta la sopa y desprecia a Los Beatles y a las tendencias juveniles de los años sesenta; también es antagónico hacia los otros almacenes, competidores de «Don Manolo». Parece carecer de fantasía e imaginación, aunque demuestra un gran oportunismo comercial (vende a sus amigos dulces a crédito con intereses, inventa maneras de publicitar el almacén de su padre y hasta huele una moneda a distancia). Su mayor aspiración es convertirse en un importante ejecutivo dueño de una cadena de supermercados y enviar a Rockefeller a la quiebra.
Físicamente, Manolito lleva el pelo cortado a modo de cepillo y tiene la cabeza más cuadrada que la de sus amigos. Salvo por el vello facial, es idéntico a su padre y a su hermano mayor; este aparece en la tira una sola vez cuando lo licencian del servicio militar y trabaja en el almacén de su padre; más tarde, Manolito refiere que su hermano emigró a Estados Unidos.
Al igual que Felipe, Manolito está inspirado en una persona real: Anastasio Delgado, un inmigrante español dueño de una panadería y padre de Julián Delgado, un amigo de Quino.

### Susana "Susanita" Clotilde Chirusi
Amiga de Mafalda. Hasta la llegada de Libertad, Mafalda y Susanita son las únicas mujeres del grupo de amigos de la tira. Parlanchina, pendenciera, chismosa —nada de lo que pasa en su vecindario ocurre sin que ella se entere— y en ocasiones altanera, Susanita puede llegar a ser agobiante para el resto del grupo, aunque ella no lo percibe. Además es racista, despectiva de los pobres, admiradora de la oligarquía y más preocupada por la imagen y la moda que el resto de sus amigos. Parece ser de clase alta y no duda en presumirlo cuando dice que su padre gana más que los padres de sus amigos, a pesar de no saber cuánto ganan. Sus pasatiempos favoritos son jugar con Mafalda a representar situaciones sociales propias de los mayores (juego de la mamá, juego de tomar el té), así como discutir con Manolito, a quien desprecia por rústico e ignorante. Es enamoradiza y muestra interés romántico por Felipe, quien no le corresponde. Es también egoísta y rencorosa, pero valora la gran amistad que la une a Mafalda. Su máxima aspiración es casarse, ser una madre de clase social acomodada y tener muchos hijos, asumiendo el rol tradicionalmente asociado a la mujer. Contrasta fuertemente con la actitud de Mafalda, más intelectual y concientizada de la liberación de la mujer y de la igualdad entre los sexos.
Físicamente, Susanita es rubia y tiene bucles, lo que le da un aspecto similar al de su madre.

### Miguel "Miguelito" Pitti
Amigo de Mafalda, un año menor. Es más soñador que Felipe y acostumbra a hacerse preguntas complejas y absurdas sobre la realidad. Es también más inocente que el resto de la pandilla de amigos, y pasa de etéreas reflexiones («¿Cómo hará el tiempo para doblar las esquinas en los relojes cuadrados?») a típicas quejas de niño («¡Siempre yo, siempre yo!... ¿no puede ir otro a hacer los mandados?»). Hijo único, suele discutir con su madre —aparentemente estricta— sobre sus deberes infantiles. Es algo egoísta y un enfervorizado defensor de Benito Mussolini, entusiasmo que le fue inculcado por su abuelo. Es directo y sincero con las personas, pudiendo llegar a parecer cruel en algunos momentos, pero aceptando con humildad y sin acritud las críticas recibidas.
Su cabello recuerda a un conjunto de hojas (o, a decir de sus amigos, a una planta de lechuga) y siempre viste un overol con tiradores.

### Guille
Es el hermano pequeño de Mafalda y el único personaje que crece físicamente a lo largo de la tira. Guille protagoniza de continuo las travesuras domésticas propias de los niños de primera infancia. A pesar de su inocencia le gusta Brigitte Bardot, tiende a ser algo irreverente (llama a sus padres «los viejos») y le encanta la sopa, lo que suele provocar la ira y el asco de su hermana.
Cuando se produjo el golpe de Estado en Argentina del general Juan Carlos Onganía en 1966, el periódico donde se publicaba la tira (El Mundo) cerró mientras la madre de Guille se encontraba embarazada de él, por lo que no hay descripciones de lo sucedido durante su nacimiento. El personaje aparece, ya como bebé, en el semanario Siete Días Ilustrados, cuando la historieta retoma su publicación.
Inicialmente, Guille se expresa con defectos de pronunciación y usa chupete, pero más tarde abandona ambos.
Al igual que Felipe y Manolito, Guille se inspira en una persona real: Guillermo Lavado, sobrino de Quino.

### Libertad
Amiga de Mafalda y último personaje en unirse a la pandilla. Es muy bajita de estatura, al punto de que Guille es más alto que ella, lo cual es motivo de comentarios recurrentes de los demás personajes, en un obvio guiño político. Su personalidad es incendiaria y proyecta abiertamente ideas políticas en contra del sistema establecido. Es el único personaje más liberal que Mafalda, contrastando con los más conservadores Manolito y Susanita. También es el personaje que más conversa con Mafalda sobre temas sociopolíticos, y ambas parecen concordar ideológicamente, salvo por el hecho de que Mafalda es más realista.
El padre de Libertad es socialista y tiene un empleo al que no valora (un «puestucho de morondanga», como refiere Libertad) y su madre es traductora de francés.
Libertad aspira a que el pueblo tome conciencia de la situación de su país, se levante en una revolución social y cambie las estructuras de la nación. Dice gustar de las personas y cosas simples, pero al tratar de explicarlo, cae en una retórica muy confusa. Pretende convertirse en traductora de francés como su madre.

## Personajes secundarios
- Don Manolo (padre de Manolito): inmigrante gallego, nacido en España y trasladado a América. Tosco en su modo de ser y en su aspecto. Es el dueño del almacén «Don Manolo». Nunca se toma vacaciones y parece profesar los mismos intereses monetarios que Manolito. Su primera aparición fue en 1965.

- La madre de Susanita: mujer parecida en aspecto a Susanita, aunque un tanto obesa. Ama de casa y chismosa como su hija, vive en un apartamento decorado de manera kitsch. Su primera aparición fue en 1965.

- La madre de Felipe: hay dos versiones de este personaje. En la revista Primera Plana (1965), apareció como una mujer con cabello rizado, sin los dientes característicos de Felipe, usando una máquina de coser. A partir de 1966 aparece en la tira con el pelo lacio y los dientes delanteros protuberantes, como su hijo. Hace pocas apariciones.

- La madre de Miguelito: mujer obsesiva con la limpieza de su hogar y aparentemente autoritaria. Usualmente solo participa recriminando cosas a Miguelito o dándole órdenes, sin que se la vea. Aparece en un solo cuadro donde se la ve de lejos y malhumorada. Su primera aparición fue en 1966.

- Tía Paca: tía abuela de Mafalda y tía de Raquel. Suele saludar a Mafalda con muchos besos, cosa que a ella no le agrada. Su primera aparición fue en 1967.

- La madre de Manolito: nacida en España, como el padre de Manolito. Nunca se le ve el rostro, solo aparece su brazo cuando amenaza a Manolito con una alpargata para que vaya a la escuela. Su primera aparición fue en 1968.

- El padre de Susanita: hombre de bigotes, vendedor de una fábrica de embutidos.[Nota 1] Su primera aparición fue en agosto de 1968.

- Muriel: chica guapa de la que Felipe está enamorado, pero que, al parecer, no parece notar su existencia. Su primera aparición fue en 1970, participando solo en seis tiras en total.

- Burocracia: tortuga mascota de Mafalda y Guille, llamada así por su lentitud. Al igual que Mafalda, detesta la sopa. Su primera aparición fue en 1970.

- La madre de Libertad: mujer aparentemente muy joven, delgada, pecosa, de cabello lacio y alta, a diferencia de su hija. Es traductora de libros en francés, especialmente de autores existencialistas como Jean-Paul Sartre. No quiere que Libertad trabaje de traductora de francés porque no lo considera un oficio rentable. Vive con su esposo e hija en un pequeñísimo apartamento. Se la ve fumar. Su primera aparición fue en 1970. Es la única madre que no es ama de casa.

## Ediciones en español
Álbumes
- Mafalda. Argentina: Editorial Jorge Álvarez (1966)
- Así es la cosa, Mafalda. Argentina: Editorial Jorge Álvarez (1967)
- Mafalda 1. Argentina: Ediciones de la Flor (1966)
- Mafalda 2. Argentina: Ediciones de la Flor (1967)
- Mafalda 3. Argentina: Editorial Jorge Álvarez y La Flor (1968)
- Mafalda 4. Argentina: Editorial Jorge Álvarez y La Flor  (1968)
- Mafalda 5. Argentina: Editorial Jorge Álvarez y La Flor  (1969)
- Mafalda 6. Argentina: Ediciones de la Flor (1970)
- Mafalda 7. Argentina: Ediciones de la Flor (1971)
- Mafalda 8. Argentina: Ediciones de la Flor (1972)
- Mafalda 9. Argentina: Ediciones de la Flor (1973)
- Mafalda 10. Argentina: Ediciones de la Flor (1974)
- Mafalda 1 al 12. México: Ediciones Nueva Imagen (1977)
- Mafalda 1 al 12. México: Tusquets Editores
- Mafalda 0 al 10. España: Editorial Lumen

Recopilaciones de tiras inéditas
- Mafalda Inédita. Sylvina Walger, Argentina: Ediciones de la Flor, 1989
- Mafalda Inédita. España: Editorial Lumen
- Mafalda Inédita. México: Tusquets Editores

Antologías
- 10 Años con Mafalda. Antología realizada por Esteban Busquets, Argentina: Ediciones de la Flor (1974)
- 10 Años con Mafalda. España: Editorial Lumen
- 10 Años con Mafalda. México: Tusquets Editores

Recopilaciones integrales
- Toda Mafalda. Argentina: Ediciones de la Flor (1992)
- Todo Mafalda. España: Editorial Lumen
- Mafalda Todas las Tiras. Edición conmemorativa 50 años. Argentina: Ediciones de la Flor
- Mafalda Todas las Tiras. España: Editorial Lumen
- Mafalda Todas las Tiras. México: Tusquets Editores

## Adaptaciones a otros medios

### Animaciones de Daniel Mallo y Catú
Serie de 52 cortometrajes de entre 90 y 260 segundos de duración, producida por Daniel Mallo y Oscar Desplats para la televisión argentina en 1972, con dirección de Catú (Jorge Martín). Los cortometrajes se compilaron en cinco episodios:
- El mundo de Mafalda (1981)
- Mafalda va a la escuela (1981)
- Los juegos de Mafalda (1981)
- Mafalda y la sopa (1981)
- Los sueños de Mafalda (1981)

Esta serie fue luego transformada en una película de largometraje dirigida por Carlos D. Márquez en 1979 y estrenada en 1982.

### Animaciones de Juan Padrón

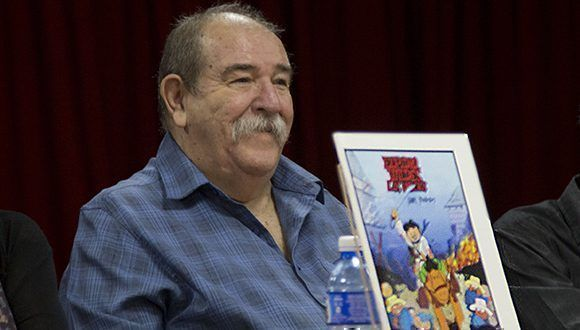
Juan Padrón, un amigo cercano de Quino, dirigió las dos series de cortometrajes de Mafalda.

En 1994, el realizador cubano Juan Padrón —un amigo cercano de Quino que ya había dirigido la serie «Quinoscopio» entre 1985 y 1987— dirigió una serie de 104 cortometrajes de Mafalda, recibiendo el apoyo de varias productoras españolas. Esta serie fue luego recopilada en un largometraje de 80 minutos de duración.
Es notable la diferencia entre las dos producciones desde el punto de vista cinematográfico: Mientras la primera se apoya principalmente en los diálogos, la segunda elige varias de las tiras en las que Quino transmite el mensaje a través de la acción y el gesto de los personajes, sin necesidad de usar diálogos.

### Cine
En Argentina, una película sobre Mafalda dirigida por Carlos Márquez, filmada en Eastmancolor y con el guion de Alberto Cabado, fue estrenada en 30 salas de cine en Argentina el 3 de diciembre de 1981. La misma fue distribuida por Aries Cinematográfica Argentina.

### Animación de Netflix
En 2024, se anunció una serie animada de Mafalda exclusiva para Netflix, que será dirigida por Juan José Campanella.

## Relaciones sociales y culturales y apropiación popular del personaje
La popularidad de Mafalda y su carácter contestatario han llevado a que con frecuencia el público se adueñe de los personajes de la historieta, recurriendo a ellos para comunicar sus propias expresiones. Así, se han utilizado, con fines pedagógicos, políticos y de denuncia social, viñetas dibujadas por Quino y variantes realizadas anónimamente. También han aparecido productos no autorizados basados en los personajes de Mafalda. Por lo general, Quino se mostraba reacio a autorizar la comercialización de los personajes por fuera de la tira.
- En la Masacre de San Patricio, perpetrada en 1976, en la que fueron asesinados tres sacerdotes palotinos y dos seminaristas, sobre el cuerpo de una de las víctimas los asesinos pusieron un afiche, tomado de una de las habitaciones, en el que Mafalda aparecía señalando el bastón de un policía y diciendo: «Este es el palito de abollar ideologías».

- En enero de 2012, con motivo de la aprobación de la llamada ley SOPA y del Apagón de Wikipedia en inglés, Mafalda apareció en numerosas redes sociales protagonizando expresiones contrarias a dicha ley, sin que el uso del personaje para ese fin estuviese autorizado por su creador. El rechazo de Mafalda hacia la sopa, junto con su inclinación a pronunciarse a favor de la justicia social, la convirtieron en el vocero preferido de la opinión popular sobre esa cuestión.[20] En medio de las protestas mundiales contra la ley SOPA, el sitio Derechoaleer.org produjo un collage de viñetas de Mafalda y de otras ilustraciones de Quino, a fin de explicar el alcance y el significado del proyecto de ley.[21]

- En 2018, en ocasión del debate por la legalización del aborto en Argentina, autores anónimos dibujaron a Mafalda con el pañuelo celeste que identifica a los grupos antiabortistas junto a una supuesta frase de Quino. Alertado por sus familiares, Quino hizo pública su aclaración a través de su perfil de Facebook: «Se han difundido imágenes de Mafalda con el pañuelo azul que simboliza la oposición a la ley de interrupción voluntaria del embarazo. No la he autorizado, no refleja mi posición y solicito sea removida. Siempre he acompañado las causas de derechos humanos en general, y la de los derechos humanos de las mujeres en particular, a quienes les deseo suerte en sus reivindicaciones». Este comunicado fue respaldado por Ediciones de la Flor, la editorial independiente que siempre publicó las tiras de Mafalda, quienes emitieron una publicación en Facebook con el mismo texto. A la editorial se sumaron los mensajes de apoyo del sobrino de Quino, Diego Lavado, y también del perfil oficial de Mafalda en Facebook.[22]

## Homenajes

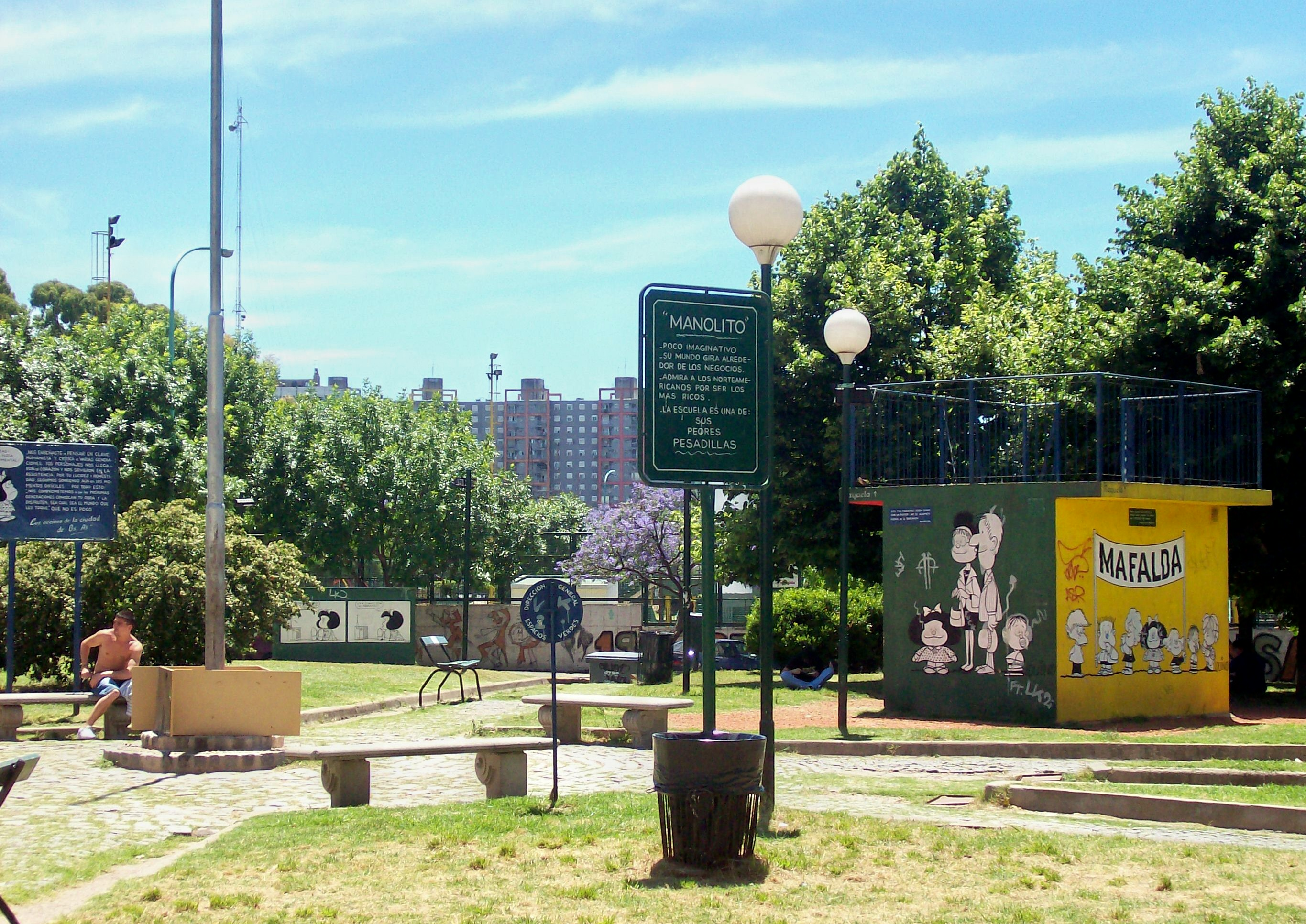
La plaza Mafalda, en el barrio de Colegiales (Buenos Aires), que homenajea a la serie de tira cómica

- En 1992 tuvo lugar en Madrid la exposición «El mundo de Mafalda», organizada por la Sociedad Estatal Quinto Centenario.

- El 18 de abril de 1994 se realizó en el Circolo della Stampa, en Milán, un encuentro para festejar los 30 años de la primera publicación de Mafalda con la participación de Umberto Eco, Marcello Bernardi, Fulvia Serra (directora de la revista Linus), Román Gubern (presidente del Instituto Cervantes de Roma) y Quino.[23]

- En 2004 se presentó en Milán la exposición itinerante «In viaggio con Mafalda» («De viaje con Mafalda»), conmemorando los 40 años de la primera publicación del personaje.[24] Durante 2005, la muestra recorrió Roma, Nápoles, Zagarolo (Roma), Voghera (Pavía), Jesolo (Venecia), Bolonia, Barcelona, entre otras ciudades.

- El 21 de agosto de 2005, en el barrio de Colegiales de la ciudad de Buenos Aires, se inauguró una plaza llamada Mafalda, caracterizada con dibujos de los personajes de la tira en murales, asientos y letreros.[25]

- El 19 de noviembre de 2008, se inauguró un mural de quince metros de largo dedicado a Mafalda en el subterráneo de la ciudad de Buenos Aires. Sito en el pasaje que une las estaciones Perú de la línea A y Catedral de la línea D del subte, está hecho de azulejos y reproduce varias tiras de la historieta.[26]

- El 30 de agosto de 2009 fue inaugurada una escultura a tamaño natural de Mafalda en el barrio de San Telmo, en la esquina de las calles Chile y Defensa de la ciudad de Buenos Aires, con la presencia de Quino. Fue realizada por el artista plástico Pablo Irrgang por encargo del gobierno de la ciudad de Buenos Aires.[27] Una escultura similar existe en la República de los Niños, en la cercana localidad de Gonnet.

- En oportunidad de la inauguración de la estatua de Mafalda en Buenos Aires también fue descubierta una placa en el edificio donde vivió Quino mientras dibujaba la tira —en la calle Chile 371—, lugar donde, en la historieta, también residía Mafalda. La placa reza «Aquí vivió Mafalda».[4][27]

- En Costa Rica, como parte del Festival Internacional de las Artes, se hizo la exposición temporal "El mundo según Mafalda".

- La ciudad de Angulema, en Francia, ha denominado Passage Mafalda (Pasaje Mafalda) a una de sus calles, en honor al personaje. En esa localidad se celebra desde 1974 el Festival Internacional de la Historieta de Angulema, el más importante del mundo francófono.

- Desde octubre de 2014, Oviedo (España) cuenta con una escultura de Mafalda, creada por Pablo Irrgang (similar a la que este artista hizo en el barrio porteño de San Telmo),[28] después de que Quino fuera distinguido con el premio Princesa de Asturias[29] la cual puede encontrarse en el Campo de San Francisco, un parque situado en el centro de la ciudad.

- En abril de 2017, el campesino jubilado Quico Torre del pueblo asturiano de Reconcos del Muñón, en Lena, motivado por la estatua de Oviedo y la enorme afición de su mujer Elena Martínez a las historietas de Quino, creó una réplica tallada en madera de Mafalda (siendo pintada por la propia Elena), colocándola en el hórreo de su propiedad y convirtiéndose en un fenómeno viral de internet.[30]